# Round Maple
Round Maple ist ein Weiler in der Gemeinde Edwardstone, im District Babergh in der Grafschaft Suffolk, England. Es verfügt über vier denkmalgeschützte Gebäude, darunter The Flushing, Seasons, Quicks Farmhouse, Little Thatch und Hathaway Cottage.

## Nachbargemeinden
| Humble Green, Washmere Green                   | Milden, Monks Eleigh          | Stackyard Green, Chelsworth Common |
| Priory Green, Upsher Green, Great Waldingfield | Round Maple                   | Parliament Heath, Castling’s Heath |
| Edwardstone, Newton                            | Mill Green, Sherbourne Street | Broad Street, Gosling Green        |